# La Correspondencia de Valencia
La Correspondencia de Valencia fou un diari vespertí en castellà fundat a València el 1883 per Manuel Maria de Santana, amo de La Correspondencia de España de Madrid, però que poc més tard la va vendre a Francesc Peris i Mencheta. La seva orientació política era conservadora i es considerava un periòdic de força qualitat, gràcies a les aportacions fetes per l'Agència Mencheta de Notícies, que també treballava per a El Noticiero Universal de Barcelona.
El maig de 1918, potser gràcies als oficis de Francesc Cambó, esdevingué òrgan de la Unió Valencianista Regional, i serví de plataforma per a campanyes a favor de l'estatut d'autonomia del País Valencià, alhora que polemitzava amb el diari El Pueblo, òrgan del PURA. Els principals columnistes foren Salvador Ferrandis i Luna, Ignasi Villalonga i Villalba, Joaquim Reig i Rodríguez, Lluís Cebrià i Ibor, Vicent Tomàs i Martí, Eduard Martínez-Sabater i Seguí, Adolf Pizcueta i Alfonso i Maximilià Thous i Orts.
El 14 de novembre de 1918, aquest diari publicava en primera plana i en lloc preferent la Declaració Valencianista. Precedia a la Declaració un article a tres columnes titulat “Valencianismo”. Tot seguit es reproduïen les huit bases del decàleg valencianista, que foren comentades, una a una, per diferents membres de les organitzacions signatàries en huit articles apareguts al periòdic esmentat entre el 16 de novembre i el 7 de desembre de 1918.
El 1923 els seus principals redactors, Ferrandis i Luna i Martínez-Sabater, donaren suport la Dictadura de Primo de Rivera, cosa que provocà l'escissió dels elements contraris (Tomàs i Martí, Pizcueta) i la pèrdua de difusió popular. El 1930, però, la direcció va donar suport la proclamació de la Segona República Espanyola. Quan esclatà la guerra el 1936 fou posat sota control de la UGT. Quan les tropes franquistes entraren a València el març de 1939 va deixar de sortir, i les noves autoritats no van permetre la seva reedició. El seu fons editorial és a l'Ateneu Mercantil de València.